# America's Next Top Model (mùa 6)
America's Next Top Model, Mùa thi 6 lên sóng ngày 8 tháng 3 năm 2006, là mùa thi thứ sáu của loạt chương trình America's Next Top Model. Biểu ngữ cổ động cho mùa thi: Cổ tích thành hiện thực.
Điểm đến quốc tế được chọn là Băng Cốc cho top 6.
Cô gái Danielle Evans, 19 tuổi đến từ Rockford, Illinois đã chiến thắng và giành được: Một hợp đồng với công ty quản lý người mẫu Ford Models, một hợp đồng quảng cáo với thương hiệu mỹ phẩm CoverGirl trị giá $100.000 và xuất hiện trên trang bìa và hàng loạt bài viết độc quyền của tạp chí Elle.

## Thí sinh
| Thí sinh           | Tuổi | Chiều cao              | Đến từ                     | Bị loại ở | Hạng |
| ------------------ | ---- | ---------------------- | -------------------------- | --------- | ---- |
| Kathy Hoxit        | 20   | 175 cm (5 ft 9 in)     | Brevard, North Carolina    | Tập 2     | 13   |
| Wendy Wiltz        | 22   | 177 cm (5 ft 9+1⁄2 in) | New Orleans, Louisiana     | Tập 3     | 12   |
| Kari Schmidt       | 18   | 173 cm (5 ft 8 in)     | Brookings, South Dakota    | Tập 4     | 11   |
| Gina Choe          | 21   | 174 cm (5 ft 8+1⁄2 in) | Odessa, Florida            | Tập 5     | 10   |
| Mollie Sue Steenis | 25   | 175 cm (5 ft 9 in)     | Tampa, Florida             | Tập 6     | 9    |
| Leslie Mancia      | 18   | 178 cm (5 ft 10 in)    | Higley, Arizona            | Tập 7     | 8    |
| Brooke Staricha    | 22   | 180 cm (5 ft 11 in)    | Corpus Christi, Texas      | Tập 8     | 7    |
| Nnenna Agba        | 24   | 177 cm (5 ft 9+1⁄2 in) | Houston, Texas             | Tập 9     | 6    |
| Furonda Brasfield  | 24   | 180 cm (5 ft 11 in)    | Stuttgart, Arkansas        | Tập 11    | 5    |
| Sara Albert        | 22   | 185 cm (6 ft 1 in)     | Davis, California          | Tập 12    | 4    |
| Jade Cole          | 26   | 175 cm (5 ft 9 in)     | New York, New York         | Tập 13    | 3    |
| Joanie Dodds       | 24   | 175 cm (5 ft 9 in)     | Beaver Falls, Pennsylvania | Tập 13    | 2    |
| Danielle Evans     | 20   | 180 cm (5 ft 11 in)    | Little Rock, Arkansas      | Tập 13    | 1    |

## Các tập phim

### Tập 1: The Girl Who Learns How To Dance
Khởi chiếu: 8 tháng 3 năm 2006
32 cô gái may mắn đến Khách sạn Pasenda để dự phần thi thử thách catwalk. Yvonne, thí sinh chiến thắng thử thách này đã gây ấn tượng mạnh với Mr và Miss Jay. Tuy nhiên, cô lại không được chọn là một trong 13 thí sinh cuối cùng chính thức của cuộc thi.
Cuộc thi loại trừ chỉ còn lại 20 thí sinh và họ được tham gia phần thi chụp ảnh. Tyra chọn ra 13 thí sinh chính thức của cuộc thi. Có khá nhiều cô gái lớn tuổi tham gia mùa thi này, có 9 trong 13 thí sinh 21 tuổi hoặc hơn thế nữa, trong khi Jade là thí sinh duy nhất 26 tuổi kể từ khi thí sinh Robin của mùa 1.
Chú thích: Một số kiểu catwalk được yêu cầu ở phần thi này đó là: Sultry Sexy Walk, Virginal Walk, Sophisticated Walk.

### Tập 2: The Girl Go Bald
Khởi chiếu: 8 tháng 3 năm 2006
Các cô gái được đưa đến Khách sạn Bel Age cho thử thách phỏng vấn với Jacnice Dickinson. Nnenna chiến thắng thử thách vì cá tính của bản thân và chọn Jade, Gina và Sara là 4 cô gái đầu tiên vào nhà chung và chọn giường ngủ của mình. Các cô gái được đưa trở về nhà chung của họ ở Los Angeles với 4 căn phòng tông màu thời trang khác nhau và 1 căn phòng " Top Model ".
Jade tuyên bố bản thân là "người-mẫu-chưa-được-tìm-kiếm" và tin chắc bản thân sẽ về Nhì ở cuộc thi này. Các thí sinh có bữa ăn tối chung với nhau và Gina là người uống quá nhiều rượu.
Các cô gái lại được đưa đến salon Warren Tricomi và nghĩ rằng sẽ được thay đổi diện mạo và tin rằng sẽ bị cạo trọc đầu cho buổi chụp hình này. Nhưng sự thật là hóa trang để có được đầu trọc ấy và đính những hạt pha lê trang sức của hãng Swarovski trên mặt và vùng ngực.  Nnenna, Kari, Joanie, Danielle, Leslie, Jade, Mollie Sue và Sara gây ấn tượng với ban giám khảo bởi tấm ảnh đẹp và đáng kinh ngạc. Trong khi Brooke, Wendy và Gina ở nhóm an toàn và Furonda và Kathy bị thổi tạt xuống bottom two. Furonda có tấm ảnh xấu nhất mặc dù đã tập luyện trước gương để chụp hình và Kathy thì lại bị ánh mắt lơ đờ. Cuối cùng, Furonda được đi tiếp cuộc thi vì ban giám khảo tin rằng cô có nhiều tiềm năng hơn và Kathy là cô gái đầu tiên bị loại.
- First Call-Out: Nnenna Agba
- Bottom Two: Kathy Hoxit & Furonda Brasfield
- Loại: Kathy Hoxit
- Nhiếp Ảnh Gia tham gia buổi chụp ảnh: Pascal Demeester
- Khách mời: Jacnice Dickinson, Eve Salvail, Todd Newton, Trish Moreno, Rolanda Watts, Trey Smith, Tina Frazier, Sarah Gold.

### Tập 3: The Girl Who Is A True Miss Diva
Khởi chiếu: 15 tháng 3 năm 2006
12 thí sinh lại được đưa đến salon Warren Tricomi và được thay đổi diện mạo. Trong suốt việc thay đổi ấy, Jade nói với mỗi cô gái khác để giúp họ phát triển cá tính, phong cách riêng của bản thân. Jade nghĩ là cô ấy trông rất xấu với mái tóc ngắn và muốn chọn mái tóc dài như của Furonda.
Những ngày sau đó, các cô gái được xem buổi fashion show của hãng Gen Art mà trong đó có Saleisha Stowers - quán quân mùa 9 sau này. Sau khi buổi fashion show kết thúc, Mr. Jay yêu cầu các thí sinh hãy tạo thương hiệu phong cách cá nhân mà họ đã cho các cô gái ở phần Make-over thông qua việc lựa chọn quần áo fashion show lúc nãy.
Ngày tiếp theo, các cô gái lại được gặp stylist hàng đầu Rachel Zoevà Naima Mora- quán quân Mùa 4 của America's Next Top Model để định hình phong cách ấy, các cô gái chỉ có 15 phút làm tóc, trang điểm và thay trang phục đã chọn. Nnenna lại tiếp tục giành chiến thắng thử thách cho phong cách của cô ấy và lại chọn Jade và Gina chung vui với mình với phần thưởng 5,000$ shopping tại hãng Nanette Lepore. Cô ấy chọn cả hai người này bởi vì cả hai đều không hòa hợp với nhau tại nhà chung và hy vọng giúp cho môi quan hệ của họ tốt hơn.
Trở về nhà chung, trong khi Wendy đang gọi điện về nhà, thì Jade ở ngoài dọa nạt Furonda và Mollie Sue tại sao cô ấy lại muốn thắng, nói rằng " This is not America's-Next-Top-Best-Friend". Sau khi Wendy gọi điện thoại xong cho gia đình thì cô ấy nói với Jade " không cần thể hiện thái độ đó với mọi người ".
Về phần thi chụp ảnh, các cô gái chụp ảnh với những tác phẩm điêu khắc băng tuyết. Trong khi, Danielle, Gina, Leslie, Mollie Sue và Kari có phần thể hiện tốt, Furonda đã bị nhắc nhở phải tiến bộ hơn. Brooke có bức ảnh rất high-fashion và giúp cô được gọi tên đầu tiên. Sau khi Sara và Joanie sống sót qua màn loại trừ, Jade và Wendy bị tụt xuống bottom two. Mặc dù bức ảnh của Jade không gấy ấn tượng mạnh với ban giám khảo trong khi chụp, nhưng cô trội hơn Wendy (gia đình Wendy gặp phải cơn bão Katrina) người bị loại vì diễn xuất một màu và không có tiềm năng người mẫu.
- First Call-Out: Brooke Staricha
- Bottom Two:  Wendy Wiltz & Jade Cole
- Loại: Wendy Wiltz
- Nhiếp Ảnh Gia tham gia buổi chụp ảnh:  Richard Reinsdorf
- Khách mời: Joel Warren, Edward Tricomi, Rachel Zoe và Naima Mora
- CoverGirl của tuần: Nnenna Agba

### Tập 4: The Girl Who Kissed A Roach
Khởi chiếu: 22 tháng 3 năm 2006
Các cô gái được hướng dẫn catwalk bởi Miss Jay. Các cô gái sẽ catwalk với những chú gián như là một loại trang sức trong BST Xuân của Jared Gold. Gina hoảng sợ trước những con gián trong khi Jade được ban giám khảo đánh giá cao khi cô hôn con gián ở cuối đoạn runaway. Jade gành chiến thắng thử thách và chọn Danielle, Mollie Sue, Nnenna và Leslie cùng cô tham dự fashion show của Sheri Bodell.
Về phần chụp hình, các cô gái chụp hình trong khi phải ngã trên tấm đệm với những nhân vật từ câu chuyện cổ tích.
| Tên        | Nhân vật                                                      |
| ---------- | ------------------------------------------------------------- |
| Brooke     | Vị Hoàng Đế (trong truyện cổ tích Ông Vua và Bộ Cánh " Mới ") |
| Danielle   | Bạch Tuyết                                                    |
| Furonda    | Rapunzel                                                      |
| Gina       | Cô gái ngủ trong rừng                                         |
| Kari       | Goldilocks (trong truyện cổ tích Goldilocks và Ba Chú Gấu)    |
| Leslie     | Con sói xảo quyệt                                             |
| Joanie     | Lọ Lem                                                        |
| Jade       | Cô bé quằng khăn đỏ                                           |
| Mollie Sue | Chú bé chăn cừu                                               |
| Nnenna     | Công chúa Ếch                                                 |
| Sara       | Gretel (trong truyện cổ tích Hansel và Gretel)                |

Tại buổi loại trừ, các cô gái bị vấp hoặc té khi đi những đôi giày cao gót của hãng Vivienne Westwood trong phần kiểm tra catwalk nhỏ, làm cho ban giam khảo rất là lo lắng. Trong khi Joanie nhận được khen ngợi khi đi trên đôi giày cao gót 10-inch ấy, thì Danielle bị té đến hai lần và làm cô bị trật khợp mà phải đeo nạng. Cuối cùng, Jade được gọi tên vì bức ảnh đẹp, Danielle được gọi tên thứ hai.
Gina và Kari rơi xuống bottom two. Ban giám khảo nói rằng Gina thiếu sự tự tin để làm người mẫu. Tuy nhiên, Kari được xem là một trong những người tiến bộ trong cuộc thi, đã bị loại vì tấm ảnh xấu và bước catwalk trong phần kiểm tra đã làm cô mất hết tinh thần, cuối cùng Gina được đi tiếp cuộc thi làm những cô gái khác rất sốc.
- First Call-Out: Jade Cole
- Bottom Two: Gina Choe &  Kari Schmidt
- Loại:  Kari Schmidt
- Nhiếp Ảnh Gia tham gia buổi chụp hình: Tracy Bayne
- Khách mời:  Fern Mallis, Sheri Bodell, Sutan Amrull, Jared Gold
- CoverGirl của tuần: Nnenna Agba

### Tập 5: The Girl Who Kissed A Male Model
Khởi chiếu: 29 tháng 3 năm 2006
Các cô gái có bài học tạo dáng thương mai hay high-fashion với Janice Dickinson và Lisa mùa 5. Sau bài học, họ có bữa ăn tối chung với nhau tại nhà hàng Hàn Quốc với Janice. Trong khi đó, mâu thuẫn giữa Jade và Gina leo thang và căng thẳng trong bữa ăn tối với Janice. Trở về nhà, Gina lấy hết can đam và cãi tay đôi với Jade. Thử thách của họ lần này sẽ là mẫu tạo dáng cho catogue của hãng Sears với phong nền 4 mùa trong năm. Nnenna dễ dàng giành chiến thắng thử thách thứ 3 về mình và phần thưởng của cô ấy là tất cả quần áo được sử dụng trong phần thi chụp ảnh sắp tới.
Ngày kế tiếp, các cô gái gặp Tyra trong show của riêng cô, The Tyra Banks Show và hỏi các cô gái về mục tiêu tương lai sau này. Sau đó, họ có buổi chụp hình có liên quan đến mục đích tương lai ấy.
| Tên        | Nghề nghiệp mơ ước      |
| ---------- | ----------------------- |
| Brooke     | Bác sĩ gây mê           |
| Danielle   | Ca sĩ                   |
| Furonda    | Luật sư                 |
| Gina       | Nhà thiết kế thời trang |
| Jade       | Bảo mẫu mầm non         |
| Joanie     | Người mẹ đơn thân       |
| Leslie     | Thám tử                 |
| Mollie Sue | Chuyên viên trang điểm  |
| Nnenna     | Dược sĩ                 |
| Sara       | Công tố viên            |

Nnenna đã hôn người mẫu nam Vaughn Lowery trong khi cô tạo dáng, tạo nên một số trở ngại với bạn trai của cô khi tập phim này lên sóng. Tại buổi loại trừ, Tyra bị ấn tượng bởi bức ảnh và đoạn phim tuyệt vời của Joanie, và Leslie, Furonda, Jade cũng gây ấn tượng mạnh. Tyra hỏi Gina về màn trình diễn trong buổi chụp ảnh và Brooke về đoạn phim được ghi lại tại buổi chụp, mặc dù cô ấy có bức ảnh tốt. Cuối cùng, Brooke được xem là có tìm năng hơn, trong khi ban giám khảo cảm thấy Gina bị lép vế trong cuộc thi này.
- First Call-Out:Furonda Brasfield
- Bottom Two: Brooke Staricha & Gina Choe
- Loại: Gina Choe
- Nhiếp Ảnh Gia tham gia buổi chụp hình: Thomas Klementsson
- Khách mời: Lawrence Zarian, Russel Baer, Christian Marc, John Thomas, Skyler, Vaughn Lowery, Steven Bruns, Zane Holtz, Janice Dickinson, Lisa D'Amato
- CoverGirl của tuần: Danielle Evans

### Tập 6: The Girl With Two Bad Takes
Khởi chiếu: 5 tháng 4 năm 2006
Các cô gái được học về diễn xuất và kịch. Tyra đến thăm các cô gái đã rất sốc khi Tyra đang nói chuyện với họ thì đột nhiên ngất xỉu, nhưng thật chất đó chỉ là diễn xuất. Sau đó, họ được đưa đến hội thảo The Groundlings. Các cô gái được gặp Nick Cannon để học những kỹ năng ấy.
Furonda nhanh chóng gây ấn tượng với Nick và bạn anh ấy và cô giành chiến thắng khi là khách mời trong series phim Veronica Mars. Furonda cũng có cơ hội tham gia chiến dịch chống HIV, cô mời Nnenna tham gia với cô.
Về phần thi tiếp theo, họ sẽ phải đóng quảng cáo của CoverGirl.
Đa số các cô gái đều thể hiện tốt trong đoạn quảng cáo, nhưng Furonda lại có đoạn quảng cáo tốt nhất và sự tự tin của Sara đã gây ấn tượng với ban giám khảo. Mollie Sue và Jade bị rơi xuống cuối bảng vì phần thể hiện gượng gạo và quá cường điệu. Trong khi ban giám khảo bó tay trước thái độ xấu của Jade, Mollie Sue bị cho ra về vì đánh mất cá tính trong đoạn quảng cáo của mình. 
- First Call-Out: Furonda Brasfield
- Bottom Two: Jade Cole & Mollie Sue Steenis-Gondi
- Loại: Mollie Sue Steenis-Gondi
- Đạo diễn tham gia buổi quay quảng cáo: Michael Rosenthal
- Khách mời:  Jeremy Rowley, Marvelyn Brown, Charlie Altuna, Nick Cannon, Robert Hoffman, Leonard Robinson, Steve Guttenberg
- CoverGirl của tuần: Nnenna Agba

### Tập 7: The Girl Who Has The Temper
Khởi chiếu: 12 tháng 4 năm 2006
Các thí sinh được Miss Jay hướng dẫn vừa đi catwalk vừa trình diễn với phụ kiện và trang phục sao cho thật tao nhã nhưng phải nhanh chóng. Sau đó, họ được gặp anh em sinh đôi nhà Aswirl để hướng dẫn kỹ hơn về trình diễn xoay vòng với các loại váy dài và ngắn. Hôm sau các cô gái được đưa đến một nhà thờ nơi họ gặp Roy Campbell để thực hiện thử thách catwalk đã học ở những lần trước. Jade và Joanie hoàn thành tốt thử thách, nhưng cuối cùng Jade lại là người giành chiến thắng thử thách này.
Brooke cảm thấy tức điên lên vì Nnenna vẫn tiếp tục nói chuyện điện thoại với bạn trai, cô mắng mỏ Nnenna làm những cô gái còn lại rất ngạc nhiên. Mẫu thuẫn giữa Brooke và Nnenna bắt đầu được châm ngòi.
Về phần chụp ảnh, các cô gái phải tạo dáng mô phỏng thể hiện điệu nhảy Krumping (gần giống với Breakdance) với những thành viên của nhóm nhảy Tommy The Clown. Jade làm ban giám khảo choáng ngợp bởi tấm ảnh của cô. Tuy nhiên, Joanie lại làm ban giám khảo cảm thấy ưng ý hơn. Trước khi đánh giá các bức ảnh của các cô gái, Tyra hướng dẫn các cô gái làm thế nào tạo nên bản sắc catwalk cho riêng mình, sau đó xoay vòng chậm ở cuối điểm rồi kết thúc. Các cô gái bắt đầu thực hành bài kiểm tra này, Joanie thể hiện khá tốt ở bài kiểm tra nhỏ này và kể cả phần chụp ảnh vì thế cô được gọi tên đầu tiên. Sara và Leslie rơi vào nhóm bottom two lần đầu tiên vì màn thể hiện kém ở phần thử thách và chụp hình. Trong khi, Sara (được cho là cón hiều tố chất hơn) được cứu vớt thì Leslie phải ngậm ngùi ra về catwalk kém và màn thể hiện chụp ảnh quá kém.
- First Call-Out: Joanie Dodds
- Bottom Two: Leslie Mancia & Sara Albert
- Loại: Leslie Mancia
- Nhiếp Ảnh Gia tham gia buổi chụp ảnh: Trevor O'Shana
- Khách mời: Sol Rafael, Christian Marc, Sutan Amrull, Roy Campbell, anh em sinh đôi Aswirl.
- CoverGirl của tuần: Nnenna Agba

### Tập 8: The Girl Who Has Surgery
Khởi chiếu: 19 tháng 4 năm 2006
Tập phim này, phần thử thách các cô gái phải xử lý những lời phê bình và chỉ trích từ công ty quản lý người mẫu, sau đó họ được chụp ảnh Polaroid cười tươi để kiểm tra sự biểu lộ nét mặt sau khi bị chỉ trích. Jade (lại) giành chiến thắng thử thách vì chấp nhận lời chỉ trích ấy mà không có biểu hiện tiêu cực xấu gì cả. Jade chọn Nnenna để chung vui với mình, phần thưởng của họ là được gặp người thân. Nnenna được gặp lại bạn trai của cô ấy (dù mấy ngày qua cả hai đang giận nhau vì Nnenna lỡ hôn người mẫu nam Vaughn Lowery trong buổi chụp hình trước đó), còn Jade thì được gặp lại mẹ của mình.
Ở tập phim này, các cô gái có 2 buổi chụp ảnh.
Buổi chụp ảnh đầu tiên, các cô gái sẽ hóa thân thành những con búp bê được tài trợ bởi dầu gội Pantene Pro-V.
| Tên      | Búp bê               |
| -------- | -------------------- |
| Brooke   | Búp bê sang trọng    |
| Danielle | Búp bê rối có dây    |
| Furonda  | Búp bê may bằng tay  |
| Jade     | Búp bê Ma-na-canh    |
| Joanie   | Búp bê nói bằng bụng |
| Nnenna   | Búp bê trẻ con       |
| Sara     | Búp bê teen          |

Sau phần chụp ảnh thứ nhất, các cô gái được thông báo có cuộc hẹn với nha sĩ, đặc biệt là Joanie vì cô có răng kểnh lòi ra kém duyên và phải nhổ đi, còn Danielle thì có hai răng cửa thưa cần chỉnh sửa lại cho nó đồng đều nhưng cô từ chối. Những cô gái còn lại đều được làm trắng răng. Sau 12 tiếng nhổ răng, Joanie cảm thấy môi mình rất khó chịu và cô đã gọi điện thoại cho mẹ mình.
Ngày hôm sau, các cô gái được gặp Janice Dickinson, Eva Pigford - quán quân mùa 3 của America's Next Top Model để phỏng vấn. Sau buổi gặp gỡ, họ lại có buổi chụp hình riêng với Tyra. Họ phải thể hiện sự đau buồn và khóc lóc khi chụp ảnh (các cô gái được bôi một loại bóng mỡ giúp làm cay xè mắt cho dễ khóc). Joanie trở lại phòng nha sĩ và trải qua 6 giờ tiếp theo để có một hàm răng đẹp nhất.
Joanie gây ấn tượng với ban giám khảo cả hai shoot ảnh và Furonda lại bị một lần nữa nhắc nhở cố gắng thêm. Danielle vì không biết tận dụng cơ hội chỉnh sửa răng nên cô bị ban giám khảo chỉ trích nhưng bức ảnh của cô thì rất tốt. Trong khi Sara gặp khó khăn trong cả hai shoot ảnh. Mặc dù có bực ảnh đẹp, nhưng Jade lại bị ban giám khảo cho là làm quá, giả tạo nên bị đầy xuống bottom two lần thứ 3. Nhưng Brooke có màn trình diễn kém hơn nên cô bị cho ra về. 
- First Call-Out: Joanie Dodds
- Bottom Two: Jade Cole & Brooke Staricha
- Loại: Brooke Staricha
- Nhiếp Ảnh Gia tham gia buổi chụp ảnh: Pascal Demeester, Tyra Banks
- Khách mời: Jim De Yonker, Janice Dickinson, Eva Pigford,  Marc Ecko, Mitch Stone, Alexander Rankovic, Charlie Altuna, Dr. Edgardo Falcon.
- CoverGirl của tuần: Joanie Dodds.

### Tập 9: The Girl Who Is A Model, Not A Masseuse
Khởi chiếu: 26 tháng 4 năm 2006
Sáu cô gái được học về việc làm thế nào để trả lời phỏng vấn cho thật tốt khi mà những phóng viên hay nhà báo hay hỏi những câu hỏi khó và giúp gợi ý giúp các cô gái cải thiện qua những lời khuyên hữu ích. Nnenna tiếp tục giành chiến thắng thử thách, phẩn thưởng của cô là chọn một trong những thí sinh khác massage cho mình, cô chọn người bạn thân của mình trong nhà chung, Jade, để chia sẻ phần thưởng. Danielle, người đã từ chối niềng răng, đã quyết định đến nha sĩ để chỉnh sửa lại hàm răng, bởi thế mà mặc dù ở đoạn quảng cáo CoverGirl, ở những tập trước rất tốt nhưng khúc cuối đoạn khi cô mỉm cười để lộ hàm răng thưa không duyên tý nào. Các thí sinh được đưa đến nhà hàng Thái, các cô gái được gặp phiên bản Drag-Queen của Tyra, thật chất là anh chuyên viên trang điểm Sutan Amrull và Tyra Banks thật thông báo với các cô gái rằng họ sẽ được đi Băng Cốc.
Ngày hôm sau ở Băng Cốc, họ được đi spa, mà ở đó Nnenna và Jade giành chiến thắng, các cô gái khác phải phục vụ họ.
Tại buổi chụp hình lần này, các cô gái hóa thân thành những nàng tiên cá bị mắc vào tấm lưới và lộn ngược người xuống, phía dưới là chợ nổi trên sông. Joanie, Sara, Jade và Danielle thể hiện tốt ở buổi chụp hình khó khăn này. Furonda vật lộn với việc vướng mắc ở tấm lưới, có những tấm tốt nhưng cũng có tấm rất tệ, còn Nnenna thì căng cứng người, gặp khó khăn trong buổi chụp ảnh. Điều này đã làm hai cô gái thân thiết phải nắm tay nhau xuống cuối bảng 2. Tại buổi loại trừ, các cô gái phải thể hiện được cá tính của mình qua bài diễn văn của bản thân. Danielle làm ban giám khảo thích thú vì tấm ảnh rất quyến rũ. Mặc dù Furonda bị chỉ trích vì cách ăn mặc quá lòe loẹt, ảnh chụp quá nhàm chán nhưng cuối cùng Nnenna bị cho ra về vì ban giám khảo nghĩ cô đang dần có biểu hiện đi xuống thay vì Furonda có biểu hiện tiến bộ hơn những vẫn còn chững lại đôi chút.
- First Call-Out: Danielle Evans
- Bottom Two: Furonda Brasfield & Nnenna Agba
- Loại: Nnenna Agba
- Nhiếp Ảnh Gia tham gia buổi chụp ảnh: Jaturong Hirankarn
- Khách mời: Rachel McCallister, George Wayne, Dr. Edgardo Falcon, Sutan Amrull
- CoverGirl của tuần: Joanie Dodds.

### Tập 10: The Girl Who Is Going To The Moon
Khởi chiếu: 26 tháng 4 năm 2006
Review và tiết lộ một số cảnh hậu trường trong nhà chung của các cô gái.

### Tập 11: The Girl Who Is Rushed To The Emergency Room
Khởi chiếu: 3 tháng 5 năm 2006
Các cô gái được học điệu múa Thái và sẽ trình diễn trước ban giám khảo và khán giả. Furonda do không nghe theo chỉ dẫn và lay hoay nên cô nhảy loạn xạ lên, điều đó làm khán giả và ban giảm khảo bật cười. Một lần nữa, Joanie giành chiến thắng thử thách. Joanie chọn Sara chung vui với mình vì cô cảm thấy tiếc cho Sara vì cô ấy chưa thắng thử thách nào cả, nhưng Sara lại không nghĩ vậy, cô nghĩ Joanie chỉ đang cố rủ lòng thương xót cho cô mà thôi, chứ thật chất Joanie cũng không muốn mời cô. Phần thưởng cho cả hai người là buổi tối với biên tập viên Elle Thái Lan. Danielle không thể tham gia phần thử thách vì cô kiệt sức, mất nước và bị ngộ độc thực phẩm mà phải chuyển đến bệnh viện. Nhưng sau đó, cô đã trốn về để tham gia buổi chụp ảnh.
Buổi chụp ảnh lần này các cô gái sẽ tạo dáng trên lưng voi để quảng cáo dao cạo cho phụ nữ Venus. Joanie có tạo dáng sáng tạo lại giữ được thăng bằng tốt khi tạo dáng với chân voi, điều đó gây ấn tượng với ban giám khảo, cô được gọi tên đầu tiên. Không như Joannie, Sara cố gắng bắt chước tạo dáng của Joanie nhưng hoàn toàn thất bại, ban giám khảo chỉ trích cô phải sáng tạo hơn chứ không phải bắt chước và lập khuôn trong tạo dáng, tuy nhiên bức ảnh của cô cũng khá làm ban giám khảo ưng ý, cô được gọi tên thứ 2. Danielle có màn thể hiện tốt dù cô đang cảm thấy mệt trong người, nhưng ban giám khảo lại không thấy biểu hiện đó trong tấm ảnh, cô xếp thứ 3. Furonda và Jade rơi xuống bảng chót 2, Jade lại được cứu lần thứ 4 vì tấm ảnh đẹp và có mục đích rõ ràng để chiến thắng cuộc thi, dù cô có hơi phần làm quá và kiêu căng. Furonda bị loại vì sự tiến bộ chậm trong giai đoạn nước rút này.
- First Call-Out: Joannie Dodds
- Bottom Two: Jade Cole & Furonda Brasfield
- Loại: Furonda Brasfield
- Nhiếp Ảnh Gia tham gia buổi chụp ảnh: Pongsak Tangtiwaja
- Khách mời: Patravadi Mejudhon, Sirithon Srichalakom, Petra Sriwaranon, Siri Udomritthiruj, Sutan Amrull
- CoverGirl của tuần: Joannie Dodds

### Tập 12: The Girls Go To Phuket
Khởi chiếu: 10 tháng 5 năm 2006
4 cô gái đến Đền cổ Wat Arun, nơi họ gặp NTK Pichita Rucksajit, người sẽ giao thử thách Go-see đến 4 địa điểm cho họ. Họ được đưa 2,500฿ để mua quà cho các NTK ở các điểm Go-see (Văn hóa, tập tục Thái Lan). Ùn tắc giao thông ở Bangkok làm trì hoãn công việc của các cô gái. Lần đầu tiên trong lịch sử ANTM, cả bốn thí sinh đều trở về trễ trong thử thách Go-see này. Khi họ trở về, Pichita Rucksajit thông báo rằng vì sự chậm trễ của họ nên hai trong những trang phục dự tính dành cho người chiến thắng sẽ được trả về cho các NTK, mà người ấy lại là Danielle, nên cô cảm thấy rất là tiếc.
Tyra gửi thư đến các cô gái, thông báo rằng các cô sẽ đến Phuket, Tyra đến nhà chung của các cô gái và chia sẻ về câu chuyện thảm họa động đất và sóng thần vào ngày 26/12/2004 mấy năm trước.
Các cô gái được mặc bkini và chụp ảnh trên bãi biển Phuket, được tài trợ bởi tạp chí Elle Girl, Ocean Pacific và  Amp'd Mobile. Nhiếp ảnh gia cho các cô gái lần này là Nigel Barker, điều đó càng làm tăng sự long lắng cho các cô gái. Sau khi chụp ảnh, họ trở về Bangkok.
Tại buổi loại trừ, Nigel cảm thấy thích với bức ảnh và đoạn phim của Jade. Bức ảnh của Joanie cũng nhận được đánh giá tốt. Danielle bị chỉ trích vì cách tạo dáng quá gợi cảm, chỉ phù hợp với tạp chí dành cho đàn ông, chứ không phải là Elle Girl, tạp chí dành cho phụ nữ. Điều này đẩy Danielle và Sara xuống bottom 2. Ban giám khảo cũng lo ngại liệu giọng của Danielle là một vấn đề trong việc ăn nói lưu loát để làm người mẫu đại diện cho CoverGirl. Mặc dù Sara có bức ảnh đẹp và cũng là đối thủ đáng gờm nhưng biểu hiện thiếu kết nối và không hiểu sự hướng dẫn của Nigel đã làm cô phải ra về, vì không thể cải thiện đủ nhanh để theo kịp với các cô gái khác.
- First Call-Out: Joanie Dodds
- Bottom Two: Danielle Evans & Sara Albert
- Loại: Sara Albert
- Nhiếp Ảnh Gia tham gia buổi chụp ảnh: Nigel Barker
- Khách mời:  Kai Kawtong, Rai von Bueren, Christy Bayle, Eric Crane, Pichita Rucksajit, Jui Rongnarangsin, Disaya Prakobsantisukh
- CoverGirl của tuần: Danielle Evans

### Tập 13 The Girl Who Walked Through The Ancient City
Khởi chiếu: 17 tháng 5 năm 2006
Mr.Jay thông báo với 3 thí sinh cuối cùng rằng họ sẽ quay quảng cáo cho CoverGirl cũng như chụp ảnh quảng cáo cho hãng vào ngày kế tiếp. Sản phẩm lần này họ sẽ quảng cáo là CoverGirl Lash Exact Mascara. Anh đưa họ ba bản kịch bản khác nhau, các cô gái phải học thuộc lòng. Jade chưa thuộc đoạn kịch bản riêng mình, cô phải tự nghĩ ra và làm Mr.Jay rất lo lắng. Sau đó, cô được đọc bản gợi ý do người khác cầm, nhưng vẫn không khá hơn. Joanie có màn thể hiện quảng cáo rất tốt dù có gặp hơi chút khó khăn sau di chứng nhổ răng. Danielle mò mẫm nặn từng từ một, tuy vậy cô đã có ý thức trong việc sửa đổi được giọng của mình.
Tại buổi loại trừ, bức ảnh của Jade gây ấn tượng với ban giám khảo nhưng đoạn quảng cáo thì lại bị chỉ trích. Cả bức ảnh và đoạn quảng cáo của Joanie rất là tốt. Danielle nhận lời phản hồi khá tốt ở bức ảnh nhưng đoạn quảng cáo thì không được lòng ban giám khảo cho lắm, đặc biệt là Tyra và Twiggy vì giọng miền Nam khó thay đổi của cô. Sau khi thảo luận, Joanie được xướng tên đầu tiên, Danielle và Jade rơi vào bottom 2. Cuối cùng, Jade bị loại sau 5 lần rơi vào top nguy hiểm mặc dù profolio của cô rất đẹp vì cô luôn viện lý do này lý do nọ trong mỗi lần đến buổi loại trừ.
- First Call-Out: Joanie Dodds
- Bottom Two: Danielle Evans & Jade Cole
- Loại: Jade Cole
- Nhiếp Ảnh Gia tham gia buổi chụp ảnh: Jim De Yonker

Danielle và Joanie sẽ tham gia fashion show của NTK Roj Singhakul. Fashion show sẽ diễn ra tại một ngôi đền cổ với đường runaway uốn lượn vừa tao độ khó cho các cô gái. Quán quân mùa thi 5, Nicole Linkletter không tham dự buổi fashion mở màn lần này. Cả hai cô gái gây được ấn tượng với ban giám khảo, mặc dù Danielle bị nói là cảm thấy buồn chán khi cô ấy catwalk. Trong khi Joanie thì nhìn xuống sàn diễn quá nhiều mà không tự tin hướng mắt lên. Ban giám khảo đánh giá toàn bộ lại các bức ảnh của hai cô gái với nhau qua từng thời điểm. Twiggy lại thích Joanie, Nigel lại cảm thấy thích Danielle hơn. Tuy nhiên cả ban giảm khảo họ phải công nhận rằng cả hai cô gái đều có những bức ảnh rất đẹp ở mùa giải này và hai thí sinh cuối cùng mạnh nhất từ trước tới nay. Cuối cùng, cá tính của Danielle và khuôn mặt góc cạnh của cô đã giúp cô chiến thắng mùa thi thứ 6 này.
- Final Two: Danielle Evans & Joanie Dodds
- AMERICA'S NEXT TOP MODEL: Danielle Evans
- Khách mời đặc biệt: Charlie Altuna,  Roj Singhakul, Sutan Amrull.

## Tổng kết

### Thứ tự gọi tên
| Thứ tự | Tập        | Tập        | Tập        | Tập        | Tập        | Tập        | Tập       | Tập      | Tập      | Tập      | Tập      | Tập      | Tập      |
| Thứ tự | 1          | 2          | 3          | 4          | 5          | 6          | 7         | 8        | 9        | 11       | 12       | 13       | 13       |
| ------ | ---------- | ---------- | ---------- | ---------- | ---------- | ---------- | --------- | -------- | -------- | -------- | -------- | -------- | -------- |
| 1      | Jade       | Nnenna     | Brooke     | Jade       | Furonda    | Furonda    | Joan Ann  | Joan Ann | Danielle | Joan Ann | Joan Ann | Joan Ann | Danielle |
| 2      | Sara       | Sara       | Danielle   | Danielle   | Joan Ann   | Sara       | Jade      | Furonda  | Jade     | Sara     | Jade     | Danielle | Joan Ann |
| 3      | Mollie Sue | Alejandra  | Nnenna     | Brooke     | Danielle   | Alejandra  | Nnenna    | Nnenna   | Sara     | Danielle | Danielle | Jade     |          |
| 4      | Alejandra  | Joan Ann   | Kari       | Joan Ann   | Alejandra  | Danielle   | Furonda   | Sara     | Joan Ann | Jade     | Sara     |          |          |
| 5      | Joan Ann   | Kari       | Furonda    | Mollie Sue | Jade       | Nnenna     | Danielle  | Danielle | Furonda  | Furonda  |          |          |          |
| 6      | Nnenna     | Danielle   | Gina       | Sara       | Mollie Sue | Joan Ann   | Brooke    | Jade     | Nnenna   |          |          |          |          |
| 7      | Kari       | Jade       | Mollie Sue | Furonda    | Sara       | Brooke     | Sara      | Brooke   |          |          |          |          |          |
| 8      | Brooke     | Mollie Sue | Alejandra  | Alejandra  | Nnenna     | Jade       | Alejandra |          |          |          |          |          |          |
| 9      | Danielle   | Brooke     | Sara       | Nnenna     | Brooke     | Mollie Sue |           |          |          |          |          |          |          |
| 10     | Katherine  | Gina       | Joan Ann   | Gina       | Gina       |            |           |          |          |          |          |          |          |
| 11     | Furonda    | Wendy      | Jade       | Kari       |            |            |           |          |          |          |          |          |          |
| 12     | Gina       | Furonda    | Wendy      |            |            |            |           |          |          |          |          |          |          |
| 13     | Wendy      | Katherine  |            |            |            |            |           |          |          |          |          |          |          |

     Thí sinh bị loại
     Thí sinh chiến thắng chung cuộc

### Chụp ảnh
- Tập 1: Tạo dáng trong buồng chụp ảnh (casting)
- Tập 2: Trọc đầu với pha lê của Swarovski
- Tập 3: Trang bìa của các công chúa băng
- Tập 4: Cú ngã thần tiên
- Tập 5: Nghề tay trái
- Tập 6: Quảng cáo cho CoverGirl Clean Liquid Foundation
- Tập 7: Nhảy điệu Krumping để quảng cáo cho thương hiệu giày Payless
- Tập 8: Búp bê; Ảnh chân dung đen trắng cô gái đang khóc
- Tập 9: Nàng tiên cá trong lưới cá ở chợ nổi
- Tập 11: Tạo dáng với voi cho kem triệt lông chân Venus Vibrance
- Tập 12: Ảnh quảng cáo đồ tắm Ocean Pacific tại biển Phuket
- Tập 13: Chụp ảnh và quảng cáo cho CoverGirl Lash Exact Mascara

### Diện mạo mới
| Tên        | Thay đổi                                                                 | Phong cách                             |
| ---------- | ------------------------------------------------------------------------ | -------------------------------------- |
| Brooke     | Tóc dài và nhuộm vàng óng như Giele Bundchen                             | Phong cách cổ điển thập niên 40s - 50s |
| Danielle   | Mái tóc dài bồng bềnh đúng chất Tây Ban Nha, điều chỉnh lại hai răng cửa | Phong cách Hip-hop quyến rũ            |
| Furonda    | Tóc dài, duỗi thẳng, nhuộm đen tuyền toàn bộ                             | Vẻ đẹp kỳ quặc                         |
| Gina       | Tóc ngắn đuôi cá tạo góc cạnh                                            | Đơn giản sang trọng                    |
| Jade       | Cắt ngắn và nhuộm màu vàng mật ong với và tỉa lông mày                   | Bohemian                               |
| Joanie     | Nhuộm tóc vàng hơn và nhổ răng kểnh đi                                   | All-American                           |
| Kari       | Mái tóc lấy cảm hứng của Brigitte Bardot                                 | Bohemian sang trọng                    |
| Leslie     | Uốn tóc, nhuộm đen và nối tóc dài hơn                                    | Gợi cảm sang trọng                     |
| Mollie Sue | Tóc pixie lấy cảm hứng của Mia Farrow                                    | Mod                                    |
| Nnenna     | Cạo trọc                                                                 | Nữ hoàng Nam Mĩ mới                    |
| Sara       | Cắt ngắn ở phía sau và để dài ở đằng trước, nhuộm vàng                   | Phong cách đường phố sang trọng        |
| Wendy      | Nhuộm vàng nâu và cắt ngắn một chút                                      | Phong cách Urban sang trọng            |

### Hội đồng giám khảo
- Tyra Banks
- Twiggy
- J. Alexander
- Nigel Barker